# Championnat d'Asie d'échecs des nations
Le championnat d'Asie d'échecs des nations (en anglais : Asian Team Chess Championship ou Asian Nations Chess Cup) est une compétition qui permet de désigner la meilleure nation d'Asie et d'Océanie aux échecs. Il est ouvert aux fédérations nationales affiliées à la FIDE en Asie et en Océanie. Il est organisé par la fédération asiatique des échecs et permet au vainqueur de se qualifier pour participer championnat du monde d'échecs par équipe suivant. Le championnat ouvert a eu lieu à des intervalles de un à quatre ans depuis 1974. Le championnat d'Asie d'échecs des nations féminin a lieu en même temps que le championnat ouvert depuis 1995. Les éditions récentes permettent aussi aux équipes de s'affronter lors de parties rapides et de blitz.
Le champion d'Asie est l'Iran en 2018, qui a remporté le titre à domicile, lors de l'édition organisée à Hamadan. Sur les vingt éditions précédentes, la Chine compte huit titres, les Philippines six, l'Inde trois, et l'Iran, le Kazakhstan et l'Ouzbékistan un chacun. Chez les femmes, la nation championne en titre en 2018 est la Chine, qui a remporté huit des dix championnats féminins précédemment disputés, le Vietnam s'adjugeant les deux autres.

## Organisation du championnat
Chaque fédération membre située dans les zones FIDE 3.1 à 3.7 a le droit d'inscrire une équipe nationale composée de quatre joueurs et d'un joueur de réserve, facultatif, dans le tournoi ouvert et féminin,. Le pays hôte est autorisé à aligner deux équipes et peut aligner une troisième équipe s'il en résulte un nombre pair d'équipes participantes. Les matchs du tournoi ouvert et féminin sont disputés sur quatre échiquiers ; le tournoi féminin avait été disputé sur trois échiquiers de 1995 à 2008. Depuis 2008, le classement final du tournoi est déterminé par le nombre de points de match marqués par chaque équipe; avant 2008, les scores étaient calculés en fonction des points obtenus sur l'échiquier. Différents formats ont été utilisés pour les championnats ouverts et féminins, le tournoi toutes rondes ou le tournoi selon le système suisse étant les plus courants.

## Résumé des résultats

### Championnat mixte
| Année | Ville             | Or | Argent | Bronze | Format                                                            | Nombre d'équipes |
| 1974  | Penang            | Philippines Rodolfo Tan Cardoso Glenn Bordonada Roger Abella César Caturla Rico Mascariñas Jesús Rafael Maninang  | Australie Max Fuller Michael Woodhams Arthur Pope William Jordan Phillip Viner                                      | Indonésie Arovah Bachtiar Jacobus Sawandar Sampouw Max Arie Wotulo Monang Simulingga Abir Dipo                   | Tournoi toutes rondes                                             | 8                |
| 1977  | Auckland          | Philippines Eugene Torre Rico Mascariñas Glenn Bordonada Jesús Rafael Maninang Luis Chiong                        | Chine Qi Jingxuan Chen De Chang Tung Lo Hsu Hung Hsun Li Chung Tsien                                                | Indonésie Salor Sitanggang Ardiansyah Jacobus Sawandar Sampouw Eddy Suwandhio Herman Kusnadi Bing Sarjono        | Tournoi toutes rondes                                             | 10               |
| 1979  | Singapour         | Philippines Eugene Torre Rico Mascariñas Ruben Rodríguez Glenn Bordonada Jesús Rafael Maninang Andrónico Yap      | Chine Qi Jingxuan Liu Wenzhe Li Zunian Liang Jinrong Chen De                                                        | Indonésie Edhi Handoko Sutan Aritonang Ronny Gunawan Ardiansyah Arovah Bachtiar                                  | Éliminatoires et groupe final sous forme de tournoi toutes rondes | 16               |
| 1981  | Hangzhou          | Philippines Eugene Torre Rosendo Balinas Jr. Rico Mascariñas Jesús Rafael Maninang Ruben Rodríguez Andrónico Yap  | Chine Liu Wenzhe Qi Jingxuan Liang Jinrong Li Zunian Ye Jiangchuan Chen De                                          | Australie Ian Rogers Darryl Johansen William Jordan Phillip Viner Chris Depasquale                               | Éliminatoires et groupe final sous forme de tournoi toutes rondes | 12               |
| 1983  | New Delhi         | Chine Qi Jingxuan Li Zunian Ye Jiangchuan Liang Jinrong Xu Jun Wang Li                                            | Philippines Eugene Torre Rico Mascariñas Andrónico Yap Ricardo de Guzman Ruben Rodríguez Domingo Ramos              | Inde Dibyendu Barua Pravin Thipsay Pabitra Mohanty Syed Nasir Ali Mohamed Rafiq Khan Neeraj Kumar Mishra         | Tournoi toutes rondes                                             | 10               |
| 1986  | Dubaï             | Philippines Eugene Torre Andrónico Yap Rico Mascariñas Ricardo de Guzman Chito Garma Ronald Cusi                  | Inde Vaidyanathan Ravikumar Arun Vaidya Ahanthem Meetei Viswanathan Anand Devaki Prasad Balottam Varma              | Indonésie Herman Suradiradja Dirwan Sinuraya Tigor Hutagalung Harry Siregar Yurlinsyah Ruslan Sri Sutrisno       | Neuf rondes, système suisse                                       | 17               |
| 1987  | Singapour         | Chine Xu Jun Ye Jiangchuan Liang Jinrong Li Zunian Lin Ta Ye Rongguang                                            | Indonésie Ardiansyah Ronny Gunawan Edhi Handoko Cerdas Barus Syarif Mahmud Ruben Gunawan                            | Singapour Tan Lian Ann Alphonsus Chia Chan Peng Kong Derrick Heng Wong Meng Kong Winston Williams                | Neuf rondes, système suisse                                       | 14               |
| 1989  | Genting Highlands | Chine Ye Jiangchuan Xu Jun Liang Jinrong Ye Rongguang Wang Zili Chen De                                           | Indonésie Utut Adianto Ardiansyah Ronny Gunawan Nasib Ginting Edhi Handoko                                          | Inde Viswanathan Anand Pravin Thipsay Lanka Ravi Raja Ravisekhar Dibyendu Barua N. Sudhakar Babu                 | Neuf rondes, système suisse                                       | 16               |
| 1991  | Penang            | Chine Xu Jun Ye Rongguang Liang Jinrong Wang Zili Wu Shaobin Liu Wenzhe                                           | Philippines Rogelio Antonio Jr. Rico Mascariñas Rogelio Barcenilla Ruben Rodríguez Enrico Sevillano                 | Indonésie Utut Adianto Edhi Handoko Nasib Ginting Salor Sitanggang Hamdani Rudin Hendrik Poha                    | Neuf rondes, système suisse                                       | 18               |
| 1993  | Kuala Lumpur      | Kazakhstan Yevgeniy Vladimirov Serik Temirbaev Yakov Nesterov Vladislav Tkachiev Vladimir Seredenko Bolat Asanov  | Ouzbékistan Alexander Nenashev Sergey Zagrebelny Tahir Vakhidov Saidali Iuldachev Sergei Nadyrkhanov Dmitry Kaiumov | Philippines Eugene Torre Rogelio Antonio Jr. Rogelio Barcenilla Rico Mascariñas Ruben Rodríguez Enrico Sevillano | Neuf rondes, système suisse                                       | 19               |
| 1995  | Singapour         | Philippines Rogelio Antonio Jr. Nelson Mariano II Rogelio Barcenilla Ricardo de Guzman Barlo Nadera Rolando Nolte | Chine Xu Jun Wang Zili Peng Xiaomin Liang Jinrong Lin Weiguo Zhang Zhong                                            | Ouzbékistan Alexander Graf Sergey Zagrebelny Mihail Saltaev Shukhrat Safin Saidali Iuldachev Dmitry Kaiumov      | Neuf rondes, système suisse                                       | 20               |
| 1999  | Shenyang          | Ouzbékistan Alexander Nenashev Rustam Kasimdzhanov Saidali Iuldachev Tahir Vakhidov Marat Dzhumaev Dmitry Kaiumov | Kazakhstan Yevgeniy Vladimirov Pavel Kotsur Murtas Kazhgaleyev Ruslan Irzhanov Serik Temirbaev                      | Inde Krishnan Sasikiran Pravin Thipsay Abhijit Kunte Devaki Rasad G. B. Prakash                                  | Neuf rondes, système suisse                                       | 16               |
| 2003  | Jodhpur           | Chine Ye Jiangchuan Zhang Zhong Xu Jun Zhang Pengxiang Yu Shaoteng                                                | Inde 1 Krishnan Sasikiran Surya Shekhar Ganguly Pentala Harikrishna Dibyendu Barua Abhijit Kunte                    | Inde 3 Neelotpal Das Sriram Jha Lanka Ravi Kumar Sharma Dinesh Bandyopadhyay Roktim                              | Neuf rondes, système suisse                                       | 13               |
| 2005  | Ispahan           | Inde Krishnan Sasikiran Abhijit Kunte Surya Shekhar Ganguly Kidambi Sundararajan Sandipan Chanda                  | Viêt Nam Dào Thiên Hải Nguyen Anh Dung Nguyen Ngọc Trường Sơn Lê Quang Liêm Tu Hoàng Thông                          | Iran Ehsan Ghaem Maghami Elshan Moradi Morteza Mahjoub Morteza Darban Mehdi Khaghani                             | Tournoi toutes rondes tournoi à deux tours                        | 6                |
| 2008  | Visakhapatnam     | Chine Wang Yue Bu Xiangzhi Wang Hao Zhao Jun Zhou Jianchao                                                        | Inde Krishnan Sasikiran Surya Shekhar Ganguly Abhijit Kunte Geetha Narayanan Gopal Abhijeet Gupta                   | Viêt Nam Nguyen Ngọc Trưong Sơn Lê Quang Liêm Nguyen Anh Dung Dào Thiên Hải Nguyễn Minh Thắng                    | Tournoi toutes rondes                                             | 8                |
| 2009  | Calcutta          | Inde Pentala Harikrishna Krishnan Sasikiran Surya Shekhar Ganguly Parimarjan Negi J. Deepan Chakkravarthy         | Viêt Nam Lê Quang Liêm Nguyễn Ngọc Trường Sơn Bùi Vinh Đào Thiên Hải Nguyễn Anh Dũng                                | Iran Ehsan Ghaem Maghami Elshan Moradi Morteza Mahjoub Amir Bagheri Homayoon Toufighi                            | Sept rondes, système suisse                                       | 10               |
| 2012  | Zaozhuang         | Chine Wang Hao Wang Yue Li Chao Ding Liren Yu Yangyi                                                              | Inde Krishnan Sasikiran Pentala Harikrishna Parimarjan Negi Abhijeet Gupta Geetha Narayanan Gopal                   | Viêt Nam Lê Quang Liêm Nguyen Ngọc Trường Sơn Nguyễn Đức Hòa Nguyễn Văn Huy Dào Thiên Hải                        | Neuf rondes, système suisse                                       | 14               |
| 2014  | Tabriz            | Chine Ding Liren Yu Yangyi Wei Yi Ma Qun Xiu Deshun                                                               | Inde S. P. Sethuraman Baskaran Adhiban Krishnan Sasikiran Parimarjan Negi M. R. Lalith Babu                         | Viêt Nam Lê Quang Liêm Nguyen Ngọc Truong Sơn Nguyễn Đức Hòa Nguyen Huỳnh Minh Huy Dào Thiên Hải                 | Tournoi toutes rondes                                             | 10               |
| 2016  | Abou Dabi         | Inde Baskaran Adhiban S. P. Sethuraman Vidit Gujrathi Krishnan Sasikiran Deep Sengupta                            | Chine Bu Xiangzhi Wang Yue Wei Yi Lu Shanglei Zhou Jianchao                                                         | Kazakhstan Rinat Jumabaev Anuar Ismagambetov Murtas Kazhgaleïev Rustam Khusnutdinov Petr Kostenko                | Neuf rondes, système suisse                                       | 22               |
| 2018  | Hamadan           | Iran Parham Maghsoodloo Pouya Idani Amin Tabatabaei Alireza Firouzja Massoud Mossadeghpour                        | Inde Baskaran Adhiban S. P. Sethuraman Krishnan Sasikiran Surya Shekhar Ganguly Abhijeet Gupta                      | Chine Lu Shanglei Wen Yang Zhou Jianchao Bai Jinshi Xu Xiangyu                                                   | sept rondes, système suisse                                       | 14               |

### Championnat féminin
| Année | Ville         | Or                                                                                               | Argent | Bronze | Format                                      | Nombre d'équipes |
| 1995  | Singapour     | Chine Xie Jun Zhu Chen Qin Kanying Xu Yuhua                                                      | Viêt Nam Hoang Thanh Trang Mai Thị Thanh Hương Nguyễn Thị Tường Vân Nguyễn Thị Thuận Hóa                      | Kazakhstan Elvira Sakhatova Fliura Uskova Tamara Klink                                                          | Neuf rondes, système suisse                 | 12               |
| 1999  | Shenyang      | Chine 1 Wang Lei Wang Pin Xu Yuhua Qin Kanying                                                   | Chine 2 Zhao Xue Li Ruofan Wang Yu Pan Qian                                                                   | Inde Bhagyashree Thipsay Subbaraman Vijayalakshmi Swati Ghate Shahnaz Safira                                    | Tournoi toutes rondes                       | 6                |
| 2003  | Jodhpur       | Chine Zhu Chen Xu Yuhua Wang Yu Huang Qian                                                       | Viêt Nam Hoang Thanh Trang Nguyễn Thị Thanh An Lê Kiều Thiên Kim Võ Hồng Phượng                               | Inde Subbaraman Vijayalakshmi Nisha Mohota Aarthie Ramaswamy Harika Dronavalli                                  | Neuf rondes, système suisse                 | 12               |
| 2005  | Ispahan       | Viêt Nam Nguyễn Thị Thanh An Lê Thanh Tú Lương Minh Huệ Hoàng Thị Bảo Trâm                       | Inde Nisha Mohota Mary Ann Gomes Swati Ghate Anupama Gokhale                                                  | Iran 2 Shirin Navabi Mahini Mona Salman Mitra Hejazipour Ghazal Hakimifard                                      | Tournoi toutes rondes, tournoi à deux tours | 4                |
| 2008  | Visakhapatnam | Chine Zhao Xue Huang Qian Shen Yang                                                              | Inde Harika Dronavalli Nisha Mohota Tania Sachdev Aarthie Ramaswamy                                           | Viêt Nam Lê Thanh Tú Nguyễn Thị Thanh An Lê Kiều Thiên Kim Hoàng Thị Bảo Trâm                                   | Tournoi toutes rondes                       | 8                |
| 2009  | Calcutta      | Viêt Nam Lê Thanh Tú Phạm Lê Thảo Nguyên Nguyễn Thị Thanh An Nguyễn Thị Mai Hưng Hoàng Thị Như Ý | Inde Harika Dronavalli Eesha Karavade Tania Sachdev Soumya Swaminathan Kruttika Nadig                         | Iran Atousa Pourkashiyan Shadi Paridar Shayesteh Ghaderpour Mitra Hejazipour Sarasadat Khademalsharieh          | Sept rondes, système suisse                 | 9                |
| 2012  | Zaozhuang     | Chine Zhao Xue Ju Wenjun Shen Yang Huang Qian Ding Yixin                                         | Inde Harika Dronavalli Eesha Karavade Tania Sachdev Mary Ann Gomes Padmini Rout                               | Viêt Nam Phạm Lê Thảo Nguyên Nguyễn Thị Thanh An Phạm Bích Ngọc Nguyễn Thị Mai Hưng Hoàng Thị Như Ý             | Tournoi toutes rondes                       | 10               |
| 2014  | Tabriz        | Chine Ju Wenjun Huang Qian Tan Zhongyi Shen Yang Guo Qi                                          | Inde Harika Dronavalli Tania Sachdev Eesha Karavade Mary Ann Gomes Padmini Rout                               | Iran Atousa Pourkashiyan Sarasadat Khademalsharieh Mitra Hejazipour Ghazal Hakimifard Shayesteh Ghaderpour      | Tournoi toutes rondes                       | 6                |
| 2016  | Abou Dabi     | Chine Ju Wenjun Zhao Xue Tan Zhongyi Lei Tingjie Guo Qi                                          | Ouzbékistan Nafisa Muminova Sarvinoz Kurbonboeva Irina Gevorgian Gulrukhbegim Tokhirjonova Sevara Baymuradova | Kazakhstan Dinara Saduakassova Zhansaya Abdumalik Madina Davletbayeva Goulmira Daouletova Sholpan Zhylkaidarova | Tournoi toutes rondes                       | 10               |
| 2018  | Hamadan       | Chine Lei Tingjie Shen Yang Wang Jue Guo Qi Zhai Mo                                              | Viêt Nam Hoàng Thị Bảo Trâm Phạm Lê Thảo Nguyên Nguyễn Thị Thanh An Nguyễn Thị Mai Hưng Lương Phương Hạnh     | Inde Harika Dronavalli Vaishali Rameshbabu Eesha Karavade Padmini Rout Aakanksha Hagawane                       | Tournoi toutes rondes                       | 8                |

## Autres tournois internationaux par équipes en Asie
Les compétitions d'échecs par équipe font actuellement partie du programme des Jeux asiatiques en salle, et font parfois partie des Jeux d'Asie du Sud-Est. Les Jeux asiatiques de 2006 et 2010 ont également présenté des épreuves d'échecs par équipe, tout comme les Jeux panarabes de 1999 à 2011.
Un championnat d'Asie d'échecs des nations en ligne s'est déroulé en 2020 lors de la pandémie COVID-19. Il est remporté par l'Australie dans la section ouverte et par l'Inde dans la section féminine.

## Voir également
- Championnat d'Europe d'échecs des nations
- Fédération internationale des échecs